# Delphacodes parvistylus
Delphacodes parvistylus är en insektsart som först beskrevs av Frederick Arthur Godfrey Muir 1929.  Delphacodes parvistylus ingår i släktet Delphacodes och familjen sporrstritar. Inga underarter finns listade i Catalogue of Life.